# Phryxe ferrugata
Phryxe ferrugata là một loài ruồi trong họ Tachinidae.